# Thierry du Mont d'Hor
Cet article possède des paronymes, voir Thierry et Mont d'Hor.
Saint Thierry ou Thierry du Mont d'Hor était le fils du seigneur Marcard, célèbre bandit de grand chemin. Il serait né au Ve siècle ou au tout début du VIe siècle et serait mort vers 533. Il est un saint chrétien, fêté le 1er juillet,.

## Histoire et tradition
Le jour de son mariage, il découvre qu'il avait une vocation monastique. Aussi décida-t-il, contre l'avis de sa femme, d'aller voir l'archevêque de Reims (saint Remi) afin de défaire son mariage. 

Il fut d'abord clerc puis se retira dans un monastère qu'il fonda sur la colline du Mont d'Hor, devenu Saint-Thierry près de Reims.
Sa sainteté fut vite connue et de nombreux malades affluèrent. Il est même dit que Thierry guérit l'œil malade de Thierry Ier, fils de Clovis Ier. C'est pourquoi les rois de France eurent pour coutume après leur sacre de se rendre à l'abbaye pour y manger. Ce rite se perpétua longtemps encore après la mort du saint, en 533.
Il a été inhumé par le  roi Thierry Ier et les évêques Hespérius de Metz, Nizier de Trèves et  Loup de Soissons.